# 天仙配 (2007年电视剧)
《天仙配》是一部2007年首播的中国大陆神话题材古装玄幻剧，改编自周濯街所著长篇神话小说《七仙女正传》，故事蓝本则源自广为流传的民间故事“董永与七仙女”。该剧由中国国际电视总公司、北京中视精彩影视文化中心和安庆电视台联合出品，台湾导演吴家骀执导，并由黄圣依、杨子、李博、陈洁等领衔主演，讲述了凡人孝子董永与天庭西王母的小女儿七仙女之间感天动地的爱情故事。
本剧于2006年9月18日在安徽天柱山正式开机，同年12月19日杀青关机。2007年11月28日，本剧在中央电视台电视剧频道（CCTV-8）黄金档全国首播。

## 剧情梗概
仙界的七公主（七仙女）与姐姐们一同到鹊桥去观赏人间美景，后被人间的美丽景色给迷住了，然后与侍女姐姐张巧嘴私下预谋，冒着触犯天条的危险飞离了天庭下凡到人间去看灯会，玉皇大帝得知此时后便派遣雷公电母前去人间捉拿七仙女与张巧嘴……七仙女与张巧嘴到了凡间后认识了卖身葬父的大孝子董永，便一同爱上了他，张巧嘴便暗使心计阻止七仙女与董永在一起，后来七仙女终与董永结为连理，成为了傅家的家奴，而张巧嘴却阴差阳错的嫁给了傅家的花心少爷傅官保，从此，七仙女的命运改变了……

## 登场人物

### 仙界人物
| 演员   | 角色     |
| 黄圣依 | 七仙女   |
| 陈 洁  | 张巧嘴   |
| 韩再芬 | 王母娘娘 |
| 吴兰辉 | 玉皇大帝 |
| 全解放 | 赤脚大仙 |
| 王琇强 | 雷公     |
| 安 霓  | 电母     |
| 文 清  | 大仙女   |
| 王思懿 | 二仙女   |
| 杨恭如 | 三仙女   |
| 蔡少芬 | 四仙女   |
| 胡 可  | 五仙女   |
| 郑 晴  | 六仙女   |
| 李 华  | 托塔天王 |
| 苏 俊  | 太上老君 |
| 阂国辉 | 护法神   |
| 胡大中 | 巨灵神   |

### 凡间人物
| 演员       | 角色     |
| 杨 子      | 董永     |
| 李 博      | 傅官保   |
| 陈三木     | 槐树精   |
| 杨俊峰     | 刘大侠   |
| 李法曾     | 傅员外   |
| 刘燕燕     | 傅夫人   |
| 高玉庆     | 傅府管家 |
| 王 鸣      | 县令     |
| 石传铭     | 师爷     |
| 陈 俏      | 小翠     |
| 付海民     | 吴虎     |
| 潘宜刚     | 王三     |
| 吕士刚     | 活神仙   |
| 段卫平     | 郭考官   |
| 新德茂     | 人间皇帝 |
| 徐珉玺     | 宰相     |
| 童晓梅     | 宰相夫人 |
| 彭炀焱     | 花猫精   |
| 仰小月     | 小尼姑   |
| 徐 杨      | 小石头   |
| 李 阳      | 狗剩     |
| 寒 风      | 老王头   |
| 轮 子      | 傅府管家 |
| 周朗、罗阳 | 傅府家丁 |

## 用语集
- 金簪：王母娘娘所珍藏的旷世奇宝，闪烁着金色的光辉并且拥有神奇强大的力量，可以随心所欲操纵金簪来变化出任何东西，发动金簪法力的咒语为“神力无极”（與在中國大陸播出的動畫片《正義戰士》中裝載武器的咒語相同）。王母娘娘使用咒语把金簪的法力封住后，金簪将是一支普通的金色发簪，没有任何法力。

## 剧组
- 总制片人：熊诚
- 总监制人：李建、胡南亭、杨善朴
- 出品人：马润生、苏斌、熊诚、钱进
- 总策划人：张林林、薛泽洲、王强、韩再芬
- 编审：张志敏
- 监制：程春丽、张近勇、苏斌、彭景泉、夏吉侃
- 策划：杨瑞、金力力、赵汪苗、臧惠珍、张金锋
- 文学统筹：蔡志祥
- 运营统筹：任鲁芝
- 责任编辑：阮家栋、王树明
- 执行制片人：范世德、杨锦虎
- 责任制片人：管炳声、苏斌、臧惠珍、钱进
- 摄影指导：才惠民
- 美术设计：鲁琳
- 录音师：翟立新
- 作曲：刘天华
- 编剧：熊诚、曾有情
- 艺术指导：马润生
- 导演：吴家骀（台湾）
- 片头题字：余清楚
- 剧审题字：（皖）剧审字（2007）第004号

## 電視劇歌曲
| 曲序 | 曲目                 |                | 作曲   | 编曲 | 演唱者         |
| ---- | -------------------- | -------------- | ------ | ---- | -------------- |
| 1.   | 《双双飞》（片頭曲） | 熊诚、刘天华   | 刘天华 | 徐徐 | 韩再芬、管唯嘉 |
| 2.   | 《天地缘》（片尾曲） | 熊明修、周濯街 | 刘天华 | 徐徐 | 刘燕燕         |
| 3.   | 《天地和谐》（插曲） | 熊明修         | 刘天华 | 徐徐 | 郑璐           |

## 出版商品

### 书籍
- 《天仙配》电视剧版小说 （熊诚、曾有情、周濯街联合编著 2007年10月1日由文化艺术出版社发行） ISBN 9787503934025

### DVD
- 《天仙配》高清晰珍藏版DVD-5 （2007年11月27日由中国国际电视总公司出版发行 普通盒装 12碟装） ISRC 30739000 
  - 视频格式：MPEG-2 PAL　
  - 产品画面比例：4:3
  - 字幕：简体中文
  - 音频格式：杜比/5.1声道/48khz

## 评价
- 黄圣依与杨子这对诽闻男女一起投资合战共同演绎《天仙配》一剧，受到广大网民们的争议。
- 剧中人物的造型及扮相过于古怪以及时尚过度。
- 该剧为1997年电视剧《新天仙配》的翻拍版，剧情和台词大同小异。